# Stanisław Jaroszewski
Stanisław Jaroszewski herbu Zagłoba – chorąży zakroczymski w 1768 roku, stolnik zakroczymski w 1764 roku.
Był elektorem Stanisława Augusta Poniatowskiego w 1764 roku z ziemi zakroczymskiej.